# 金帐汗国 (2018年电视剧)
《金帐汗国》（俄语：Золотая Орда），2018年俄罗斯哈萨克斯坦合拍古装电视连续剧。
尽管电视剧创作者声称，他们的任务并不是还原历史事实，所有的事件和人物皆为虚构，但剧中一些角色明显有历史人物与之对应，且故事情节总体上以13世纪金帐汗国袭击羅塞尼亞为背景。

## 制作
《金帐汗国》由奥莉加·拉里奥诺娃（Ольга Ларионова）编剧，耗时两年半。奥莉加之前曾为电视剧《Старшая жена》和《Гречанка》编写过剧本。她表示，该剧计划将外国流行电视剧《权力的游戏》和《輝煌世紀》“合二为一”。据该剧创作者所说，其体裁更接近历史奇幻作品。
创作者有意回避真实历史事件和人物。创意制作人叶卡捷琳娜·杰尼谢维奇（Екатерина Денисевич）说：
主角之一——大親王弗拉基米爾·雅羅斯拉維奇——并无特定历史原型。他既不是亚历山大·涅夫斯基——又叫雅罗斯拉夫（Ярослав）——的父亲，也不是他的弟弟。这是一个集体性的形象，一个虚构的英雄。我们不还原那段历史，不假装、也根本没有把完全符合史实作为目标。
该剧在莫斯科、莫斯科州和克里米亚摄制完成，耗时135天。为拍摄该剧，剧组建造了弗拉基米尔的中世纪场景和宫殿，总计占地5000平方米，此外还使用了约2000件历史剧装。

## 剧情
故事发生在13世纪的羅塞尼亞。别儿哥可汗的亲戚，欽察汗國使者忙哥帖木儿来到弗拉基米尔面见雅罗斯拉夫（Ярослав） ， 意欲召集四万士兵派往汗国，以备将来与伊兒汗國可汗旭烈兀作战。忙哥帖木儿还说，如果雅罗斯拉夫同意把他弟弟鲍里斯（Бориса）的妻子乌斯季尼娅（Устинья）送给他，只要一万名士兵也可以。王子接受了这一交换条件，于是蒙古人把乌斯季尼娅同一万名士兵带走了。在一万名士兵中，有一个叫纳斯塔西娅（Настасья）的女子，她女扮男装，想去汗国找他被抓的丈夫。
忙哥帖木儿回赠给王子一群蒙古女子，其中的娜尔吉兹（Наргиз）对王子动了感情。然而娜尔吉兹有一强敌——雅罗斯拉夫王子的妻子拉德米拉（Радмила）。而鲍里斯（Борис）王子则喜欢上了这位蒙古女子。
其时汗国正在建设新国都，拔都可汗的弟弟，時任欽察汗國可汗別兒哥步入中年，感到死之将至，遂娶了一名并不想嫁给他的绝世美人艾然（Айжан）。其他妻子勾心斗角，试图挽住可汗的爱，保住自己的地位。

## 演员
- 金娜·塔斯布拉托娃（Дина Тасбулатова）…………艾然（Айжан）
- 亚历山大·乌斯秋戈夫（俄语：Устюгов, Александр Сергеевич）…………弗拉基米尔-苏兹达尔大公国大親王雅罗斯拉夫·亚历山德罗维奇（Ярослав Александрович）
- 拉米尔·萨比托夫（俄语：Сабитов, Рамиль Абдулахатович）…………别儿哥可汗
- 尤利婭·別列希爾德…………乌斯季尼娅（Устинья）公主
- 斯韦特兰娜·科尔帕科娃（俄语：Колпакова, Светлана Николаевна）…………拉德米拉（Радмила）公主
- 萨宾娜·艾哈迈多娃（ Сабина Ахмедова）…………Кехар
- 桑贾尔·马迪耶夫（俄语：Мадиев, Санжар Нурланович）（Санжар Нурланович Мадиев）…………忙哥帖木儿可汗
- 图塔尔·穆拉塔利耶夫（Турар Мураталиев）…………那海可汗
- 赛多·库尔班诺夫（俄语：Сайдо Курбанов）…………旭烈兀可汗
- 谢尔盖·普斯克帕利斯（俄语：Пускепалис, Сергей Витауто）…………叶列梅（Еремей）州长
- 阿尔图尔·伊万诺夫（Артур Иванов）…………苏兹达尔大公鲍里斯（Борис）
- 亨利·大衛（Henry David）…………特维尔大公福多尔（Фёдор）
- 弗拉基米尔·韦廖沃奇金（Владимир Верёвочкин）…………诺夫哥罗德大公弗拉基米爾·雅羅斯拉維奇
- 瓦西里·博奇卡罗夫（俄语：Бочкарёв, Василий Иванович）…………菲拉列特（Филарет）大主教
- 阿鲁然·德扎恩利别科娃（Аружан Джазильбекова）…………娜尔吉兹（Наргиз）
- 卡林娜·安多连科（俄语：Андоленко, Карина Вячеславовна）…………纳斯塔西娅（Настасья）
- 叶夫根尼娅·德米特里耶娃…………马特廖娜（Матрена）
- 鲍里斯·卡莫尔津（俄语：Борис Каморзин）…………谢苗内奇（Семёныч）
- 尤里·塔拉索夫（俄语：Тарасов, Юрий Германович）…………小丑格里什卡（Гришка）

## 反响
《金帐汗国》的首播被联邦媒体广泛报道，电视主持人伊万·烏爾甘特也在自己的节目《夜间访谈》中做了宣传。